# Фингалова пещера
Фингаловата пещера (на английски: Fingal’s Cave) e морска пещера на остров Стафа, влизащ в групата на Хебридските острови, Шотландия.
Стените ѝ са съставени от вертикални шестоъгълни базалтови колони с дълбочина 69 метра и височина 20 метра, образувани от лава през палеоцена. Дължината на Фингаловата пещера е 113 метра, като максималната ѝ ширина при входа е 16,5 метра. Намира се на 32 километра от град Тобермори. Известна е с естествената си акустика. За неин откривател се счита сър Джозеф Банкс през 1772 г.
Днешното име на пещерата идва от Менделсоновата увертюра „Фингалова пещера“, вдъхновена от мелодични съзвучия, които чува по време на посещението си на пещерата през 1829 г. Фингал (буквално „бял странник“) е името на легендарен древен герой от келтската митология, което става известно на света от едно от стихотворенията на Джеймс Макферсън. Според преданието Фингал (или Фин) павира пътя между Ирландия и Шотландия, така нареченият Път на великаните.